# Bikash Shrestha
Bikash Shrestha (* 13. Juni 1986) ist ein nepalesischer Badmintonspieler. 

## Karriere
In den Jahren 2009 und 2010 war er Einzelmeister seines Landes. Bikash Shrestha nahm 2010 an den Südasienspielen teil. Dort gewann er mit dem Herrenteam aus Nepal Bronze. Bei den Asienspielen 2010 schied er dagegen bei seinem Start im Herreneinzel schon in der ersten Runde aus. Bei derselben Veranstaltung wurde er Neunter im Mixed. 2010 nahm er auch an den Asienmeisterschaften teil.